# Khowrdeh Cheshmeh
Khowrdeh Cheshmeh (persiska: خوُردِه چِشمِه, چشمه خورده, خُردِه چِشمِه, خوردِه چِشمِه, خورده چشمه) är en ort i Iran.   Den ligger i provinsen Ilam, i den västra delen av landet, 500 km sydväst om huvudstaden Teheran. Khowrdeh Cheshmeh ligger 938 meter över havet och antalet invånare är 556.
Terrängen runt Khowrdeh Cheshmeh är kuperad åt nordost, men åt sydväst är den platt.Runt Khowrdeh Cheshmeh är det ganska tätbefolkat, med 52 invånare per kvadratkilometer. Närmaste större samhälle är Shāhzādeh Moḩammad, 5,5 km söder om Khowrdeh Cheshmeh. Omgivningarna runt Khowrdeh Cheshmeh är i huvudsak ett öppet busklandskap.